# Louise-Caroline Radziwiłł
Louise-Caroline Radziwiłł (en polonais : Ludwika Karolina Radziwiłł ; en lituanien : Liudvika Karolina Radvilaitė ; également appelée Louise-Charlotte), né le 27 février 1667 à Königsberg et morte le 25 mars 1695 à Brieg (Silésie), est une princesse de la maison Radziwiłł, fille du prince Bogusław Radziwiłł et d'Anna Maria Radziwiłł. Seule héritière de la lignée lituanienne des Radziwiłł résidant à Dubingiai et Biržai, elle fut une grande protectrice du calvinisme.

## Famille
Louise-Caroline est le seul enfant du prince Bogusław Radziwiłł (1620-1669), gouverneur du « Grand Électeur » Frédéric-Guillaume Ier de Brandebourg en Prusse, et de son épouse Anna Maria Radziwiłł (1640-1667). Elle était donc la petite-fille du prince Janusz Radziwiłł (1579-1620) et d'Élisabeth-Sophie (1589-1629), fille de l'électeur Jean II Georges de Brandebourg.

## Mariages et descendance

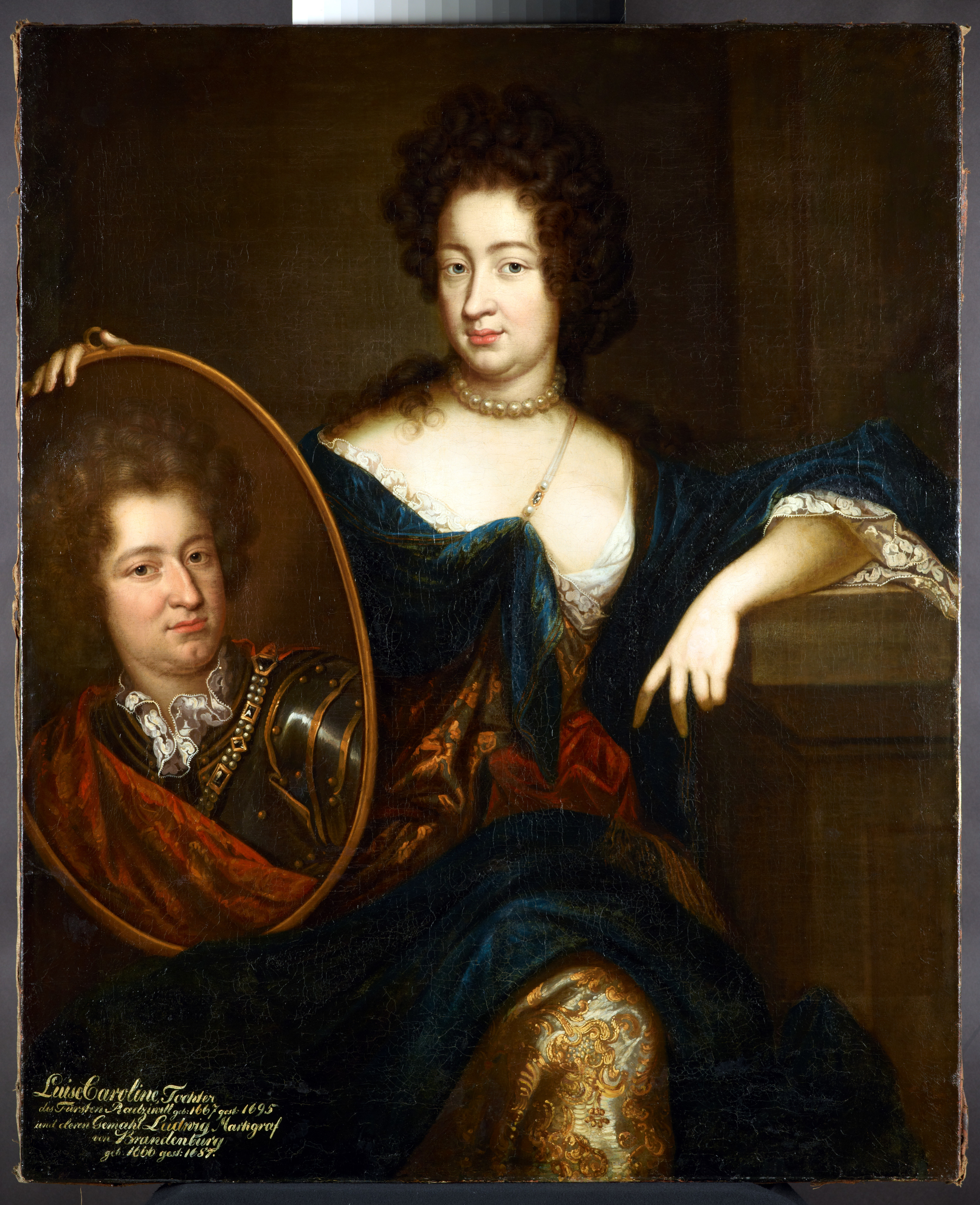
Louise-Caroline avec le portrait de son premier mari Louis de Brandebourg, tableau de Jacques Vaillant (1688).

Le 7 janvier 1681, à l'âge de treize ans, elle épouse le margrave Louis de Brandenbourg (1666-1687) issu de la maison de Hohenzollern, le plus jeune fils de Frédéric-Guillaume Ier, électeur de Brandebourg, et de sa première épouse Louise-Henriette d'Orange. Le prince polonais Jacques-Louis-Henri, fils du roi Jean III Sobieski, avait d'abord demandé, sans succès, la main de la fille. Sa parenté catholique en Pologne déplore le mariage avec un prince protestant et l'électeur doit payer une énorme somme des pots-de-vin à l'assemblée (Diète) de la noblesse polonaise.
Elle apporte aux Hohenzollern en dot les domaines de Tauragė et de Seirijai ; néanmoins, Louis est mort en 1687 dans des circonstances mystérieuses et le couple resta sans enfants,
Après la mort prématurée de Louis, elle épouse en secondes noces, le 10 août 1688 à Berlin, le prince Charles III Philippe (1661-1742) issu de la maison de Wittelsbach, fils de Philippe-Guillaume de Neubourg, électeur palatin, et d'Élisabeth-Amélie de Hesse-Darmstadt. Ils ont quatre enfants :
- Léopoldine-Éléonore (1689-1693)
- Marie-Anne (1690-1692)
- Élisabeth-Auguste (1693–1728), épouse du comte palatin Joseph Charles de Palatinat-Soulzbach
- un fils mort-né en 1695.

## Crédits
- (en) Cet article est partiellement ou en totalité issu de l’article de Wikipédia en anglais intitulé « Ludwika Karolina Radziwiłł » (voir la liste des auteurs).